# Daði & Gagnamagnið
Gagnamagnið, également crédité comme Daði & Gagnamagnið, est un groupe islandais dirigé par Daði Freyr Pétursson. Le groupe devait représenter l'Islande au Concours Eurovision de la chanson 2020 à Rotterdam, aux Pays-Bas avec la chanson Think About Things.
Ils représentent l'Islande à nouveau au concours en 2021, après avoir été sélectionnés en interne par la RÚV, la télévision publique islandaise, et terminent le concours à la quatrième place.

## Contexte
Les six membres du groupe sont le chanteur principal Daði Freyr Pétursson, son épouse Árný Fjóla Ásmundsdóttir, sa sœur Sigrún Birna Pétursdóttir, et leurs amis Hulda Kristín Kolbrúnardóttir, Stefán Hannesson et Jóhann Sigurður Jóhannssón.
Le nom du groupe signifie « forfait données » en islandais (littéralement « quantité de données »). Le groupe est reconnaissable à leur costume signature, des pull-overs de couleur sarcelle sur lesquels sont imprimés des portraits en pixel art des membres.
Le groupe fut créé en partie pour l'Eurovision pour pouvoir se moquer de la règle des faux instruments joués sur scène. Ainsi, Daði Freyr Pétursson créa de faux instruments avec notamment des calculettes, des claviers et de vieux téléphones.

## Carrière musicale et Eurovision
En 2017, Daði Freyr Pétursson et Gagnamagnið ont participé à l'émission Söngvakeppnin, sélection nationale islandaise pour le Concours Eurovision de la chanson, avec la chanson Hvað með það (en islandais : Et alors?). À l'occasion de la finale, la chanson est traduite en anglais, prenant alors le titre Is This Love?). Ils sont arrivés en deuxième place après Svala qui a interprété la chanson Paper.
Ils participent à nouveau en 2020, avec la chanson Gagnamagnið (en islandais : Le forfait données). Une fois qualifiés, ils traduisent la chanson en anglais ; elle se fait renommer Think About Things. À la suite de leur victoire, ils représenteront l'Islande au Concours Eurovision de la chanson 2020. Mais à la suite de la pandémie de COVID-19, l'eurovision est annulée le 18 mars 2020.
Ils remportent néanmoins "Der kleine Song Contest (de)", un concours organisé par la télévision autrichienne ORF1 faisant concourir tous les candidats prévus pour l'édition 2020 mélangeant vote de jury (d'ancien candidats autrichiens à l'ESC) et vote du public.
Ils représentent l'Islande à nouveau au concours en 2021, avec la chanson 10 Years, après avoir été sélectionnés en interne par la RÚV, la télévision publique islandaise, et terminent le concours à la quatrième place.